# Municipio de Brzozów
El municipio de Brzozów es un municipio urbano-rural de Polonia, ubicado en el distrito homónimo del voivodato de Subcarpacia. Su capital y única ciudad es Brzozów, que también es la capital distrital. En 2006 tenía una población de 26 044 habitantes.
El municipio incluye, además de la ciudad de Brzozów, los pueblos de Górki, Grabownica Starzeńska, Humniska, Humniska-Skrzyżowanie, Przysietnica, Stara Wieś, Turze Pole y Zmiennica.
Limita con los municipios de Domaradz, Dydnia, Haczów, Jasienica Rosielna, Nozdrzec, Sanok y Zarszyn. 